# دهستان طاغنکوه جنوبی
طاغنکوه جنوبی، دهستانی از توابع بخش طاغنکوه شهرستان نیشابور در استان خراسان رضوی ایران است.

## جمعیت
براساس سرشماری سال ۱۳۸۵جمعیت آن ۶۸۷۶نفر (۱۶۹۸خانوار) بوده‌است.